# Tomás Vilanova
Tomás Vilanova Mayorga (ur. 18 stycznia 1925 w Santa Ana, zm. w lipcu 2007 w San Salvador) – salwadorski strzelec, olimpijczyk.
Wystąpił na Letnich Igrzyskach Olimpijskich 1968, na których pojawił się w dwóch konkurencjach. Najlepszy wynik osiągnął w strzelaniu z pistoletu szybkostrzelnego z 25 metrów, w którym uplasował się na 49. miejscu wśród 56 strzelców. W karabinie małokalibrowym leżąc z 50 metrów zajął 74. pozycję na 86 zawodników.
Vilanova jest dwukrotnym medalistą Igrzysk Ameryki Środkowej i Karaibów. Oba medale wywalczył indywidualnie w 1950 roku w Gwatemali, gdzie zdobył złoto w strzelaniu z pistoletu szybkostrzelnego (561 punktów) i srebro w konkurencji nazwanej „national match” (278 punktów).
Był urzędnikiem państwowym w mieście San Salvador.

## Wyniki olimpijskie
| Igrzyska | Konkurencja                       | Wynik                           | Miejsce | Źródło |
| -------- | --------------------------------- | ------------------------------- | ------- | ------ |
| IO 1968  | Karabin małokalibrowy leżąc, 50 m | 581 punktów (98-96-97-98-98-94) | 74      | [ 4 ]  |
| IO 1968  | Pistolet szybkostrzelny, 25 m     | 561 punktów (276-285)           | 49      | [ 5 ]  |